# LEMPS
Das LEMPS und die Nachfolgeversion Lemps12 (L12) ist ein Mikroprozessorsystem für den einfachen Einstieg in die Microcontrollertechnik. Entwickelt wurde es von Bruno Wamister (und vor allem seinen Schülern), einem Lehrer für Elektroniker an der Berufsschule GIBB in Bern. Anhand von verschiedenen Lehrgängen kann man das LEMPS von der LEMPS-eigenen Integrierten Entwicklungsumgebung auf einem PC mit Windows oder Linux aus in Assemblersprache, C oder mit dem Fuzzy-Generator programmieren. Mit der LED-Zeile, der Schalterzeile und den Potentiometern auf dem LEMPS-Board kann man ohne zusätzliche Hardware Programme testen. 

## L12 Board
Die Hardware verfügt über eine MCU vom Typ XC68HC812A4 und folgende weiteren technischen Daten: on Board programmierbares Flash-EEPROM 128/512 kByte, 512 kByte RAM, 8-Bit-LED-Zeile, 8-Bit-Schalterzeile, 2 Potentiometer, 2 serielle RS-232-Schnittstellen, SPI- und I²C-Schnittstelle, 4 I/O-Ports mit je 8 Bit, 8-Kanal-AD-Wandler (8 Bit), RTC, Lautsprecher, Resetschaltung usw., PC-Verbindungskabel und zwei Portanschlusskabel, Alu-Schalengehäuse. Das geladene Lbios-Betriebssystem ermöglicht die Kommunikation zwischen der PC-Entwicklungsumgebung und dem L12.
L12-CD mit Software und Dokumentationen:
L12-Entwicklungsumgebung für Windows (95/98, NT, 2000). Freeware-HC12-Assembler, Freeware-HC-12-C-Compiler, Fuzzy-Code-Generator Fy. Lehrgänge für Assembler, C und Fuzzy-Logik, L12-Benutzerhandbuch, Datenblätter aller Komponenten, Programmierbeispiele usw.

## Einsatzbereiche
Das LEMPS wird für das Selbststudium, die Ausbildung und Projekten an Schulen und Unternehmen eingesetzt, aber auch im kommerziellen Einsatz wie etwa beim Projekt Fotofalle der Band-Genossenschaft Bern.